# Guido Bellagi
Guido Bellagi (anche Bellagius o di Bellagio) (Firenze, ... – Roma, 1158) è stato un cardinale italiano.

## Biografia
Originario di Firenze, fu creato cardinale in un concistoro del 1138 con il titolo di San Crisogono. Sottoscrisse le bolle papali emesse tra il 10 gennaio 1140 e il 23 febbraio 1143; tra il 6 dicembre 1143 e l'8 marzo 1144; tra il 15 marzo e il 10 maggio 1144; tra il 28 aprile 1145 e il 16 giugno 1153; tra il 22 luglio 1153 e e il 30 novembre 1154; tra il 19 dicembre 1154 e il 13 giugno 1157.
Partecipò all'elezione papale del 1143, che elesse papa Celestino II. Partecipò all'elezione papale del 1144, che elesse papa Lucio II.
Fu legato apostolico presso il Regno d'Aragona. Partecipò all'elezione papale del 1145, che portò al trono pontificio papa Eugenio III.
Legato apostolico negli Stati crociati, nel 1147 con il cardinale Teodevino fu presente al concilio tenutasi nei pressi di San Giovanni d'Acri tra l'imperatore Corrado III di Svevia, il re Luigi VII di Francia e re Baldovino III di Gerusalemme, per decidere gli obiettivi militari della Seconda crociata.
Partecipò all'elezione papale del 1153, che elesse papa Anastasio IV. Partecipò all'elezione papale del 1154, che elesse papa Adriano IV. Dal 1155 fu cardinale protopresbitero.